# Mannheim
Mannheim (in tedesco alemanno: Monnem; in francone renano: Mannem) è una città tedesca, situata nel land del Baden-Württemberg.
Storica residenza del principe elettore del Palatinato, è oggi diventata il centro economico e culturale della regione metropolitana Reno-Neckar.

## Geografia fisica
Mannheim sorge nel punto in cui il Reno riceve l'affluente Neckar. È un importante snodo ferroviario e un principale porto interno della Germania. L'ampio corso del fiume Reno la divide dalla antistante città di Ludwigshafen (164 000 ab.), nella Renania-Palatinato.
È l'unica città tedesca con il centro a pianta quadrangolare (come per esempio Torino o New York) iscritta in un cerchio incompleto. Le due strade principali sono perpendicolari tra loro e attraversano il centro come i diametri del cerchio a formare una croce. La Breite Straße parte dall'enorme castello di Friedrichsburg, del XVIII secolo, che ospita l'università di Mannheim, e si dirige verso il Neckar; la Planken parte dalla Wasserturm e si dirige verso il Reno; al loro incrocio si trova la Parade Platz.
Le strade che percorrono il centro, detto "Mannheimer Quadrat", non hanno nomi, a parte quelle citate e altre due parallele della Planken, e sono identificate con un sistema alfanumerico detto "Innenstadtschema" che parte dal castello.

## Storia
Il nome di Mannheim compare per la prima volta nel Codex Laureshamensis nel 766. Nel 1607 riceve il rango e i privilegi di città da Federico IV, che aveva avviato la costruzione del castello di Friedrichsburg. La fortezza aveva uno sviluppo topografico a pianta quadrata, come le antiche fortezze romane. La forma della città, che si è conservata fino a oggi, è fonte dell'appellativo Quadratestadt (città quadrata).
Nel 1720 Mannheim sostituì Heidelberg come capitale del Palatinato. Fu anche la città dove nacque la cosiddetta scuola di Mannheim, di compositori di musica classica, nel XVIII secolo. Nel 1780 Carlo Teodoro Ettore Palatino aveva fondato a Mannheim la "Società Meteorologica Palatina" con una rete di più di trenta città in tutta Europa (in Italia erano state scelte Padova, Bologna e Roma, ma anche Milano e Torino ebbero stazioni attive già alla fine del Settecento).
Molte sono le invenzioni nate a Mannheim: nel 1817 Karl Drais inventò e cavalcò il primo velocipede (Laufmaschine); nel 1886 Karl Benz inventò e guidò la prima automobile del mondo; l'aviatore Julius Hatry il 30 settembre del 1929 volò da Mannheim a Francoforte sul RAK 1, primo aerorazzo del mondo, costruito in collaborazione con Fritz von Opel.
Il simbolo della città è la Wasserturm (torre dell'acqua), situata nella parte orientale della città. Mannheim è il luogo di partenza della Burgenstraße, come anche il punto di partenza e di arrivo della Bertha Benz Memorial Route.

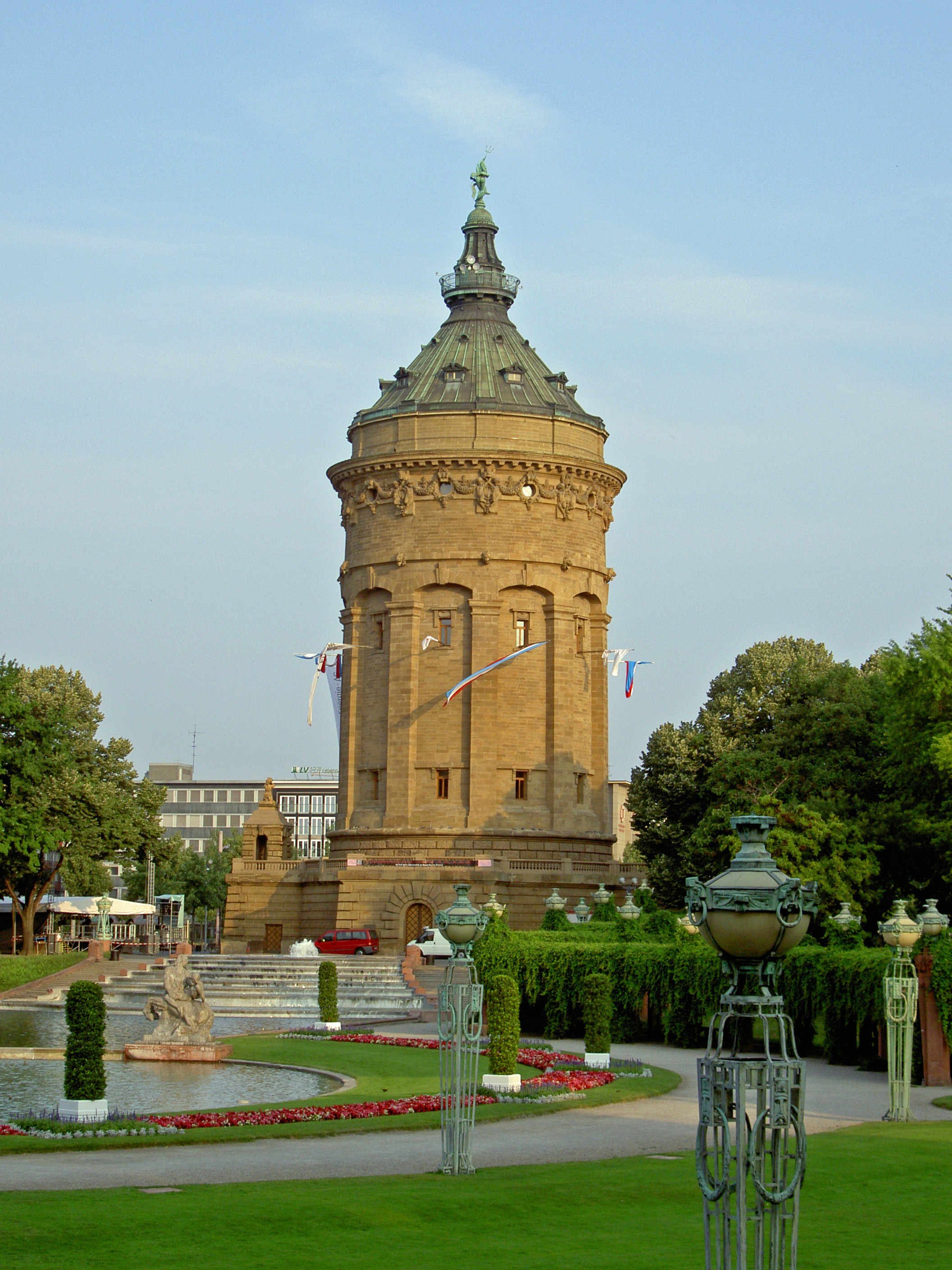
La Wasserturm, simbolo della città di Mannheim.
È stato inoltre il luogo di nascita di Albert Speer, architetto personale di Adolf Hitler e ministro degli armamenti per il Reich

## Cultura

### Musei

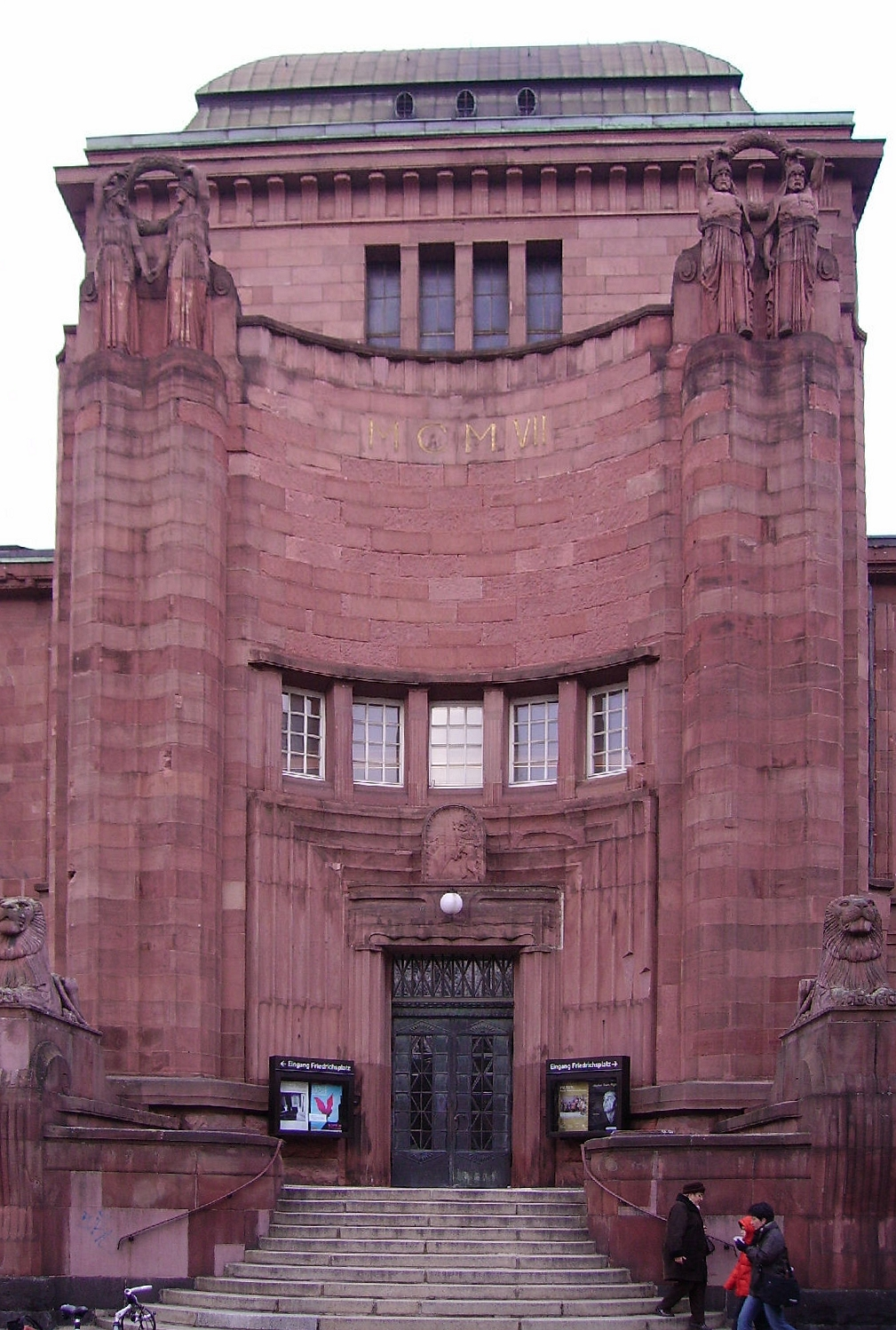
L'ingresso sudovest della Kunsthalle

I principali musei di Mannheim sono la Kunsthalle Mannheim (museo di belle arti) e il Landesmuseum für Technick und Arbeit ("Museo regionale della tecnica e del lavoro")
I musei del gruppo Reiss-Engelhorn-Museen risalgono al 1763, con la fondazione dell'accademia elettorale di scienze e belle lettere. Comprendono il museo di archeologia e delle culture del mondo, lo Zeughaus, la casa di Friedrich Schiller, lo spazio espositivo per la fotografia, il Centro di archeometria.

### Teatro
Il Nationaltheater Mannheim ("Teatro nazionale di Mannheim") è stato fondato nel 1779. Nel 1782 vi si è tenuta la prima rappresentazione de I masnadieri (Die Räuber), il capolavoro di Friedrich Schiller.

### Musica: la Scuola di Mannheim
Nella storia della musica la capitale del Palatinato è famosa per essere stata la culla della Scuola di Mannheim (Mannheimer Schule), nata nel 1750 per opera di Johann Stamitz e proseguita dai suoi figli Carl e Anton.

### Invenzioni nate in Mannheim
- nel 1817 Karl Drais inventò a Mannheim il veicolo a due ruote chiamato draisina[14].
- nel 1885 Karl Benz inventò e guidò a Mannheim la prima automobile, un triciclo dotato di un motore a combustione interna che raggiungeva la velocità di 12 km/h[15].

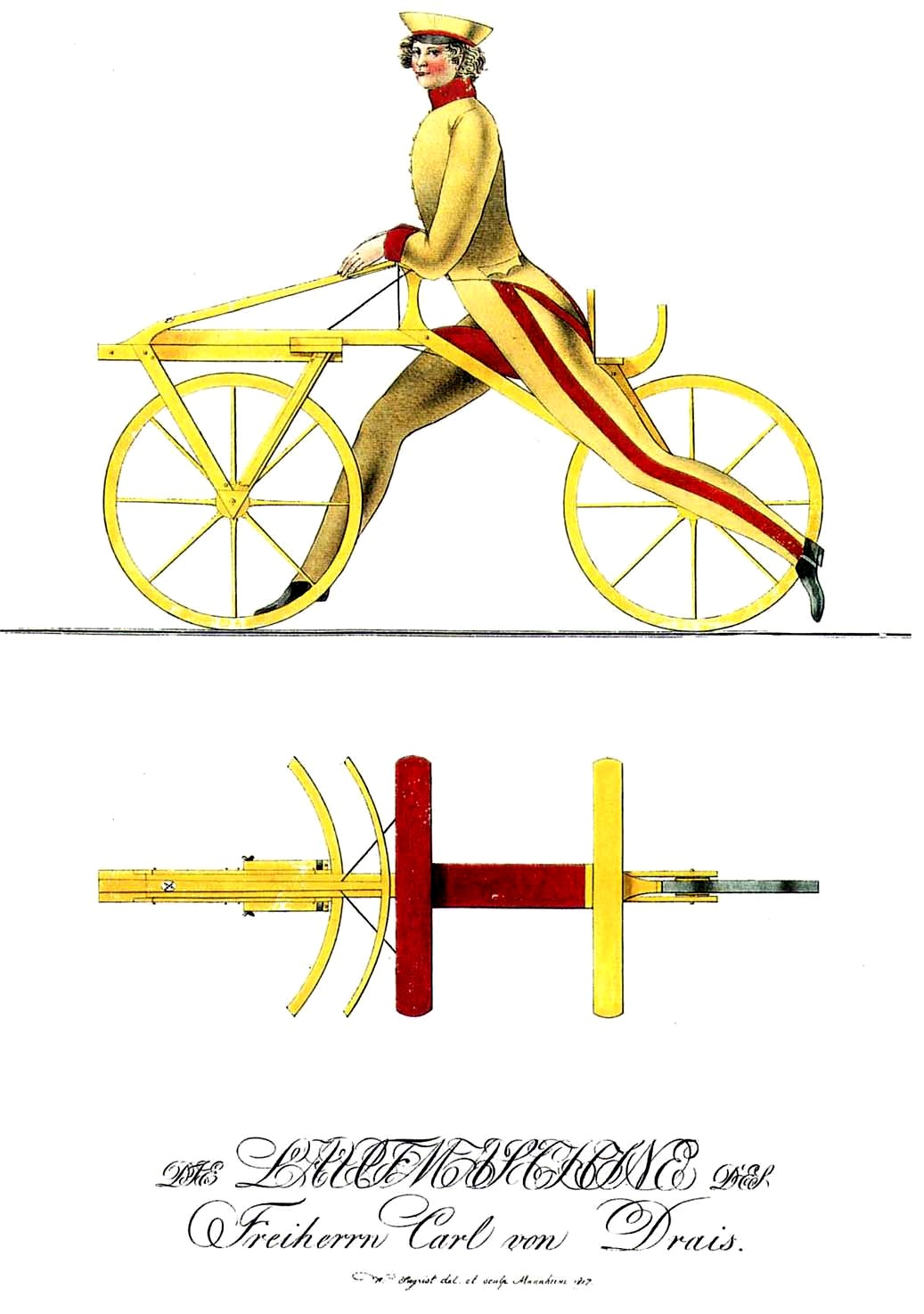
La draisina, antesignana della bicicletta inventata dal barone Karl von Drais nel 1817
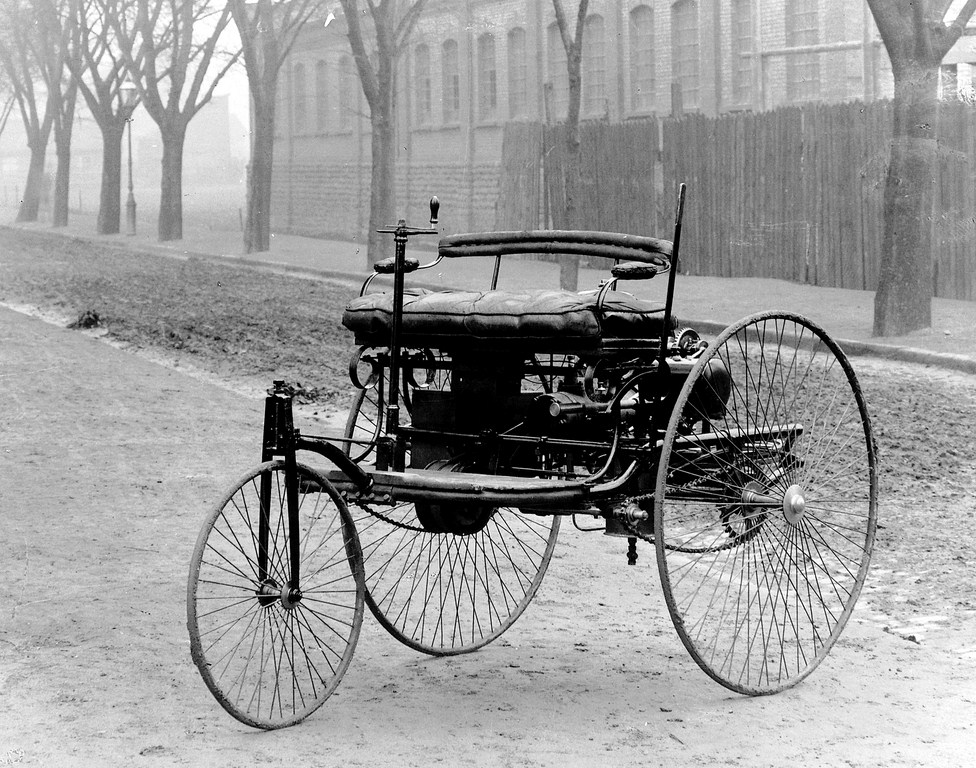
La prima automobile, costruita da Carl Benz nel 1885
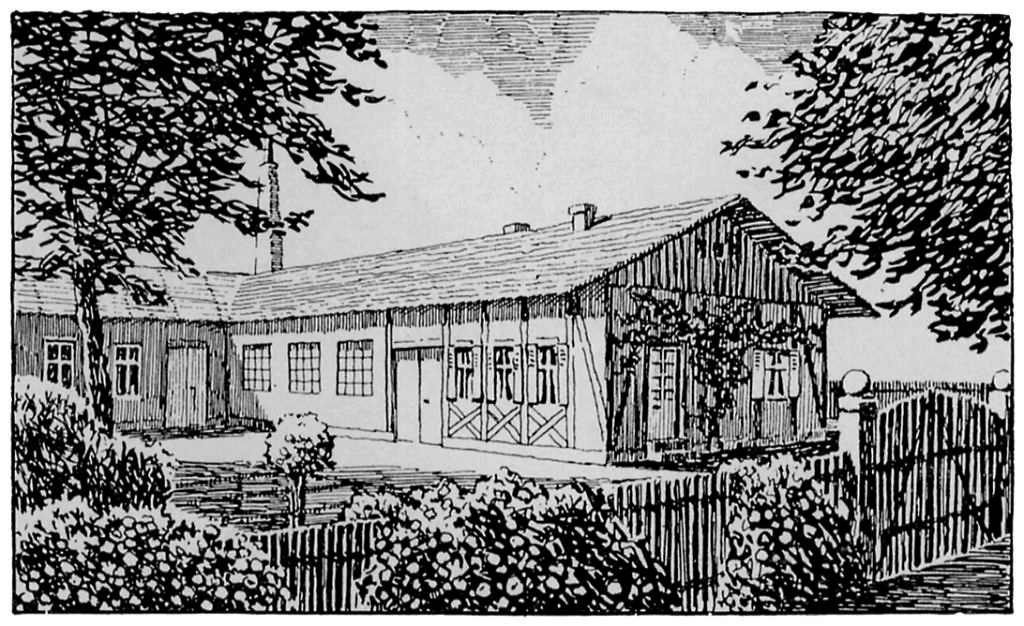
La fabbrica di Carl Benz a Mannheim
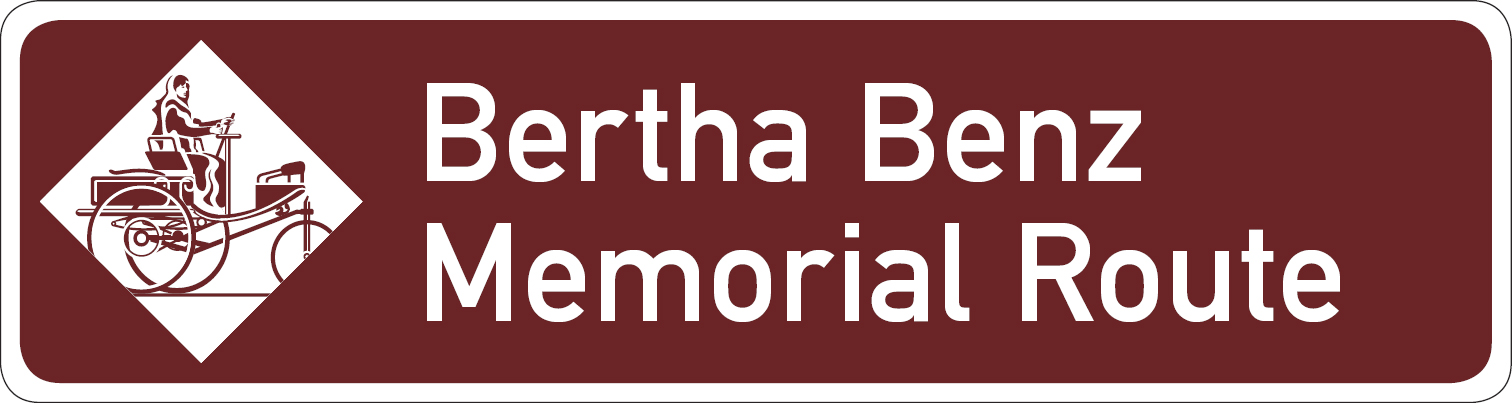
Segnale ufficiale della "Bertha Benz Memorial Route", che commemora il primo viaggio a lunga distanza in automobile, effettuato da Mannheim a Pforzheim nel 1888 (104 km)

## Economia
L'industria chimica e quella meccanica sono entrambe presenti in maniera significativa sul territorio della città.
Per la meccanica ci sono gli stabilimenti di imprese importanti, quali: Daimler AG, EvoBus, ABB, GE Power, Bombardier Transportation, John Deere, Joseph Vögele, MWM Motorenwerke Mannheim, Pepperl+Fuchs, WIMA.

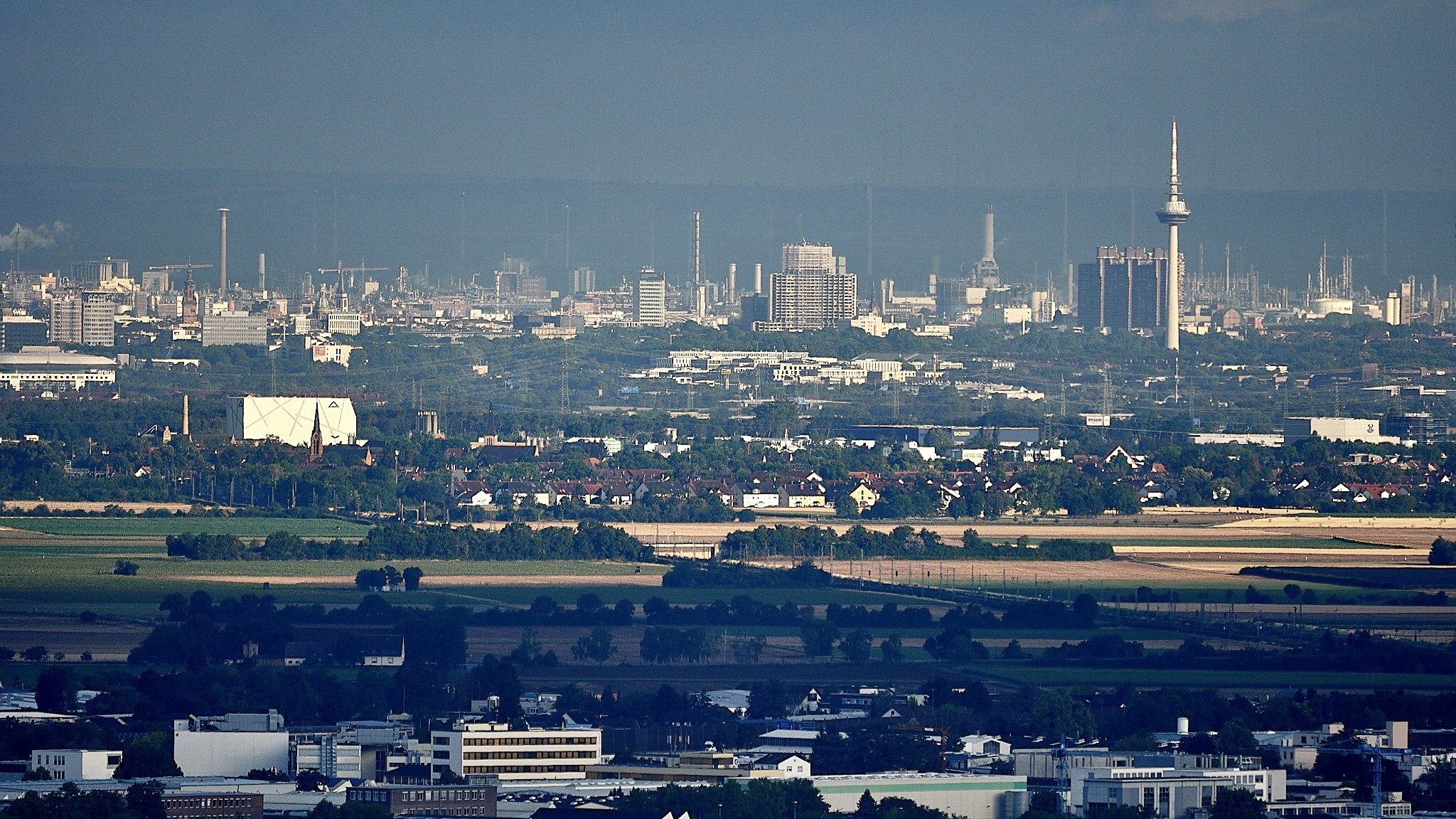
Skyline di Mannheim visto da Heidelberg

Per quanto riguarda l'industria chimica si può dire che l'industria chimica sia nata a Mannheim, e precisamente nel quartiere di Jungbusch, dove il 6 aprile 1865 Friedrich Engelhorn fondò la Badische Anilin- und Soda-Fabrik, conosciuta oggi come BASF. L'attuale stabilimento petrolchimico di BASF si trova a Ludwigshafen am Rhein, di fatto dall'altra parte del fiume rispetto a dove è stata fondata.
A Mannheim sono presenti anche gli stabilimenti di Roche (farmaceutica e diagnostica), SCA (cellulosa e prodotti di carta), Fuchs Petrolub (lubrificanti), Unilever (igiene e saponi), Reckitt Benckiser (prodotti per la pulizia della casa), Phoenics (prodotti per le mani) e la filiale tedesca della Hutchinson (gomme e derivati).
A Mannheim si tiene ogni anno da più di quattrocento anni la tradizionale Mannheimer Maimarkt, che con circa 1 400 espositori e 350 000 visitatori è la più grande fiera regionale della Germania.

## Porto fluviale
Avvantaggiato dal fatto di essere situato nel punto di confluenza fra Reno e Neckar, il porto fluviale di Mannheim, con una superficie di 1 131 ettari, è uno dei porti interni più grandi d'Europa. Nel sistema portuale, dove operano cinquecento imprese con circa 20 000 addetti, nell'anno 2007 si sono trasportate 8,3 milioni di tonnellate di merci.

## Amministrazione

### Suddivisioni amministrative
Mannheim è costituita da sei Stadtbezirk interni e undici esterni:
Stadtbezirk interni
- Innenstadt/Jungbusch
- Lindenhof
- Neckarstadt-Ost
- Neckarstadt-West
- Neuostheim/Neuhermsheim
- Schwetzingerstadt/Oststadt

Stadtbezirk esterni
- Feudenheim
- Friedrichsfeld
- Käfertal
- Neckarau
- Rheinau
- Sandhofen
- Seckenheim
- Schönau
- Vogelstang
- Waldhof
- Wallstadt

### Gemellaggi
Mannheim è gemellata con:
- Swansea, dal 1957
- Tolone, dal 1959
- Charlottenburg-Wilmersdorf, dal 1961
- Windsor, dal 1980
- Riesa, dal 1988
- Chișinău, dal 1989[16]
- Bydgoszcz, dal 1991
- Klaipėda, dal 2002
- Zhenjiang, dal 2004

Un "trattato di amicizia" (Freundschaftsvertrag) è stato stipulato con:
- Haifa, dal 2005

## Sport
Lo sport più seguito in città è la pallamano, con la squadra principale che è il Rhein-Neckar Löwen, pluricampione del campionato tedesco.
La squadra calcistica principale della città è il Waldhof Mannheim, fondata nel 1907, mentre l'altra è il VfR Mannheim.
La compagine dell'hockey su ghiaccio è l'Adler Mannheim, piuttosto titolata.
A Mannheim sono molto seguiti il baseball e il softball grazie ai Mannheim Tornados, squadra del massimo campionato tedesco piuttosto titolate.
Pur non essendo una disciplina molto seguita, anche il basket ha un certo rilievo nella cultura sportiva, tant'è che dal dicembre 1958, la città è sede del prestigioso Torneo Albert Schweitzer, torneo internazionale Under-18 per nazioni.

## Galleria d'immagini

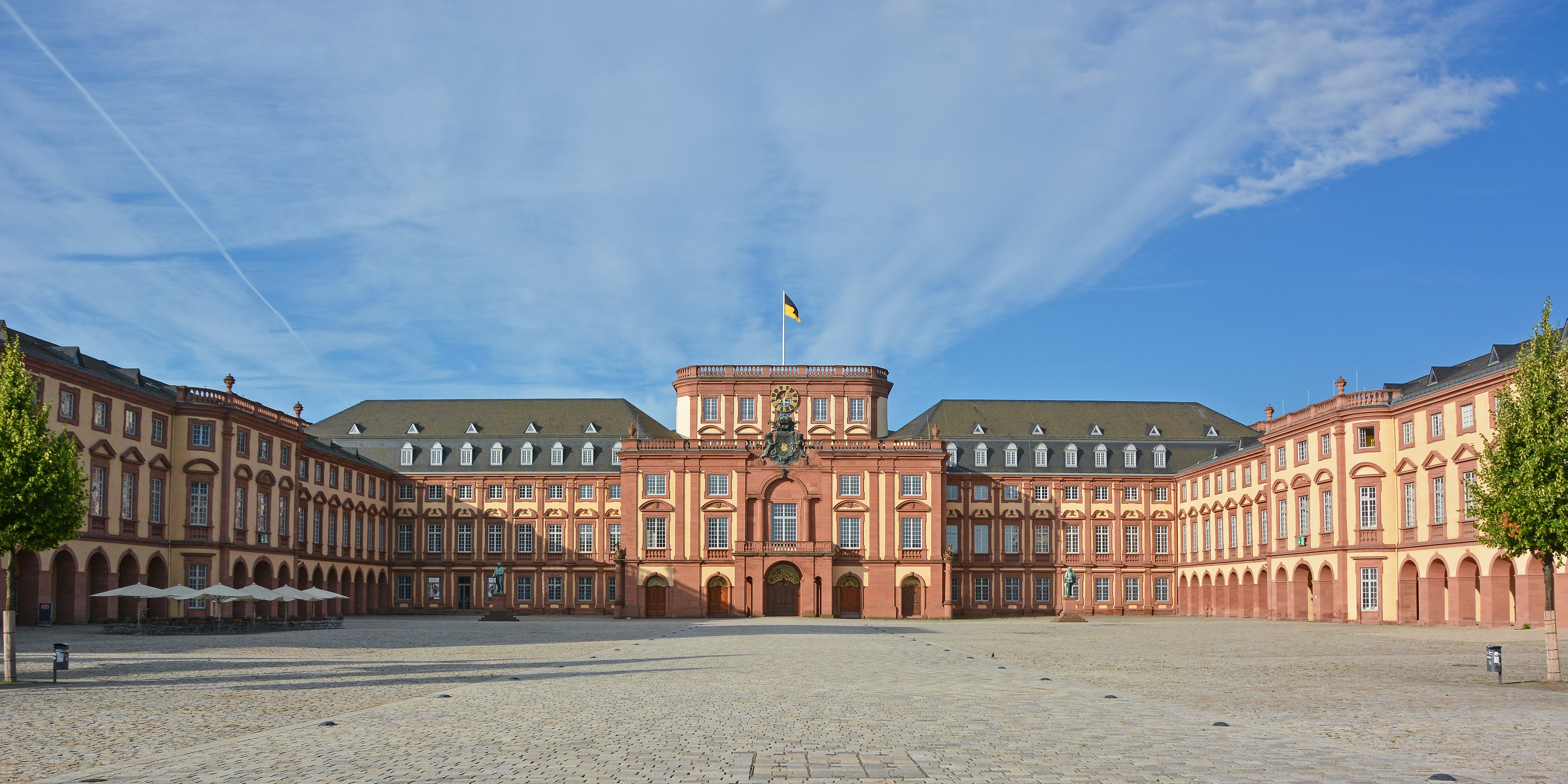
Il castello
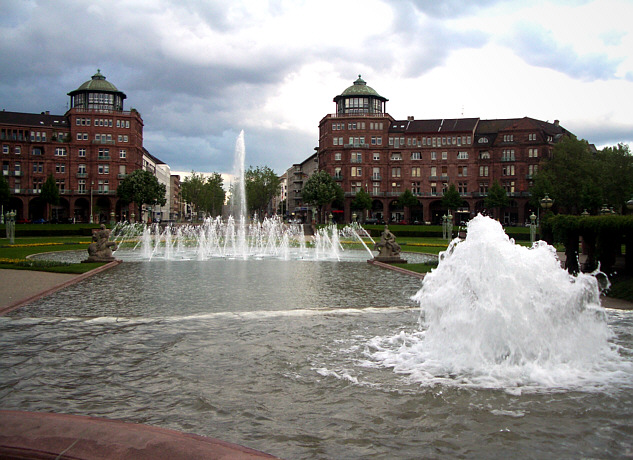
La Friedrichsplatz a Mannheim
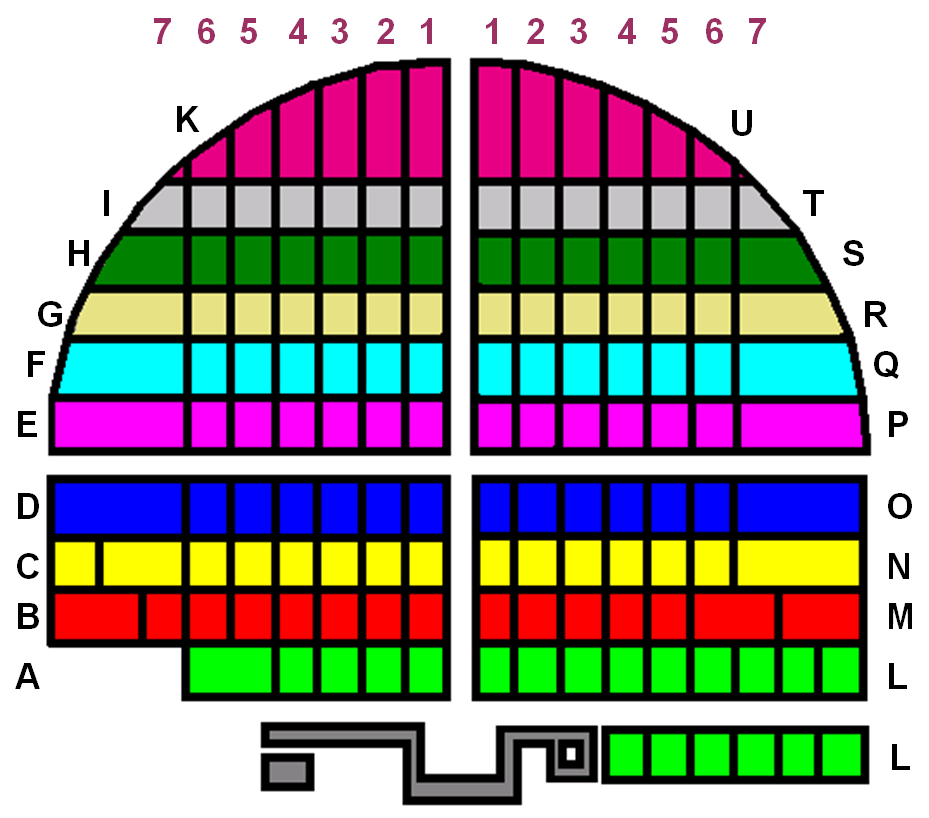
Le Mannheimer Quadrate
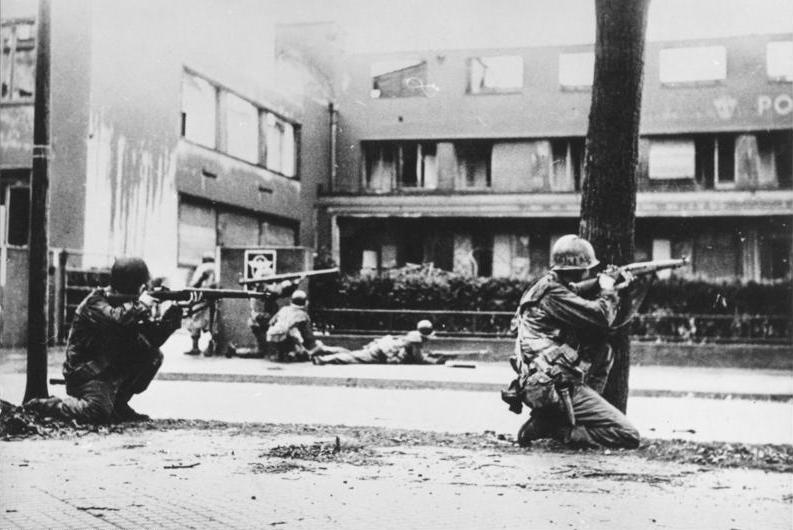
Mannheim durante la seconda guerra mondiale (combattimenti nel marzo del 1945)